# Scottsdale (Arizona)
Scottsdale  è una città degli Stati Uniti d'America, nella Contea di Maricopa dello Stato dell'Arizona.

## Storia
Situata all'interno dell'area metropolitana della città di Phoenix, nel 2007 possedeva una popolazione di 240 410 abitanti.
Con i suoi centri commerciali e numerosi night club, Scottsdale è il fulcro della movida di Phoenix.

## Monumenti e luoghi di interesse
- Scottsdale Museum of Contemporary Art
- Scottsdale Center for the Performing Arts
- Scottsdale Historical Museum

## Amministrazione

### Gemellaggi
- Álamos
- Cairns
- Interlaken
- Kingston
- Haikou
- Marrakech (in fase di lavorazione)